# Lepidepecreum serratum
Lepidepecreum serratum är en kräftdjursart som beskrevs av Knud Hensch Stephensen 1925. Lepidepecreum serratum ingår i släktet Lepidepecreum och familjen Lysianassidae. Inga underarter finns listade i Catalogue of Life.